# یواس‌اس دفانیس (پی‌جی-۹۵)
یواس‌اس دفانیس (پی‌جی-۹۵) (به انگلیسی: USS Defiance (PG-95)) یک کشتی بود که طول آن ۱۶۵ فوت (۵۰ متر) بود.